# Just for Laughs

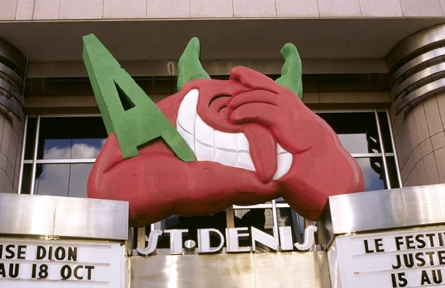
마스코트의 모습

Just for Laughs(프랑스어: Juste pour rire)는 캐나다 몬트리올에서 열리는 코미디 축제로, 전 세계에서 가장 큰 코미디 축제이다. 마스코트는 빅터(Victor)이다.

## 같이 보기
- Just for Laughs: Gags